# Kalle Anka får bisyssla
Kalle Anka får bisyssla (även Kalle Anka får en bisyssla) (engelska: Slide, Donald, Slide) är en amerikansk animerad kortfilm med Kalle Anka från 1949.

## Handling
Kalle Anka är ett stort fan av baseball och lyssnar på en match på radio. Plötsligt kommer ett bi på besök och är mer intresserad av en radiokanal med klassisk musik, och leker att han är dirigent. Detta leder till ett bråk mellan dem båda om vilken kanal som ska spelas.

## Om filmen
Filmen hade svensk premiär den 28 augusti 1951 och visades på biografen Spegeln i Stockholm.
Filmen hade svensk nypremiär den 5 september 1954 och ingick i ett kortfilmsprogram tillsammans med kortfilmerna Kalle Ankas falska lejon, Pluto som plattcharmör, Jan Långben tar ridlektion, Jättens överman, En kofta åt Pluto, Kaninen med choklad i och Kalle Anka i paradiset.

## Rollista
- Clarence Nash – Kalle Anka[4]